# اسپاتسوود (فیلم)
اسپاتسوود (به انگلیسی: Spotswood) فیلمی محصول سال ۱۹۹۲ و به کارگردانی مارک جوفه است. در این فیلم بازیگرانی همچون آنتونی هاپکینز، بن مندلسون، آلوین کورتس، برونو لارنس، راسل کرو، برکا ریگ، تونی کولت، دنیل وایلی ایفای نقش کرده‌اند.